# Nishio (stad)
Nishio (西尾市, Nishio-shi) är en japansk stad i prefekturen Aichi på den centrala delen av ön Honshu.  Staden är belägen vid Yahagiflodens utflöde i Chitaviken sydost om Nagoya, och ingår i denna stads storstadsområde. Nishio fick stadsrättigheter 1953.  Staden utökades senast 2011 genom att kommunerna Hazu, Isshiki och Kira införlivades i Nishio stad.